# أوكوتة أوسمبارية
الأوكوتة الأوسمبارية (الاسم العلمي:Ocotea usambarensis) (بالإنجليزية: East African camphorwood)‏ هي نوع من النباتات تتبع جنس الأوكوتة من الفصيلة الغارية.